# خوليو غوميز (عداء مسافات طويلة)
خوليو غوميز (بالإسبانية: Julio César Gómez)‏ هو منافس ألعاب قوى أرجنتيني، ولد في 27 يناير 1963.

## وصلات خارجية
- خوليو غوميز على موقع أوليمبيديا (الإنجليزية)